# هایکای
هایکای (به ژاپنی: 俳諧 Haikai)، کمیک، غیرمتعارف) ممکن است در هر دو زبان ژاپنی و انگلیسی به هایکای نو رنگا اشاره داشته باشد، ژانری محبوب از اشعار پیوندی ژاپنی که در قرن شانزدهم از دل  رنگای اشرافی توسعه یافت. این واژه به معنای «مبتذل» یا «خاکی» بود و اغلب تأثیر خود را از طنز و جناس می‌گرفت، هرچند تحت تأثیر ماتسوئو باشو (۱۶۴۴–۱۶۹۴) لحن «هایکای نو رنگا» جدی‌تر شد.